# Marc Dax
Pour les articles homonymes, voir Dax.
Marc Dax, né le 27 décembre 1770 ou 1771 à Tarascon-sur-Ariège et mort  le 3 juin 1837 à Sommières, est un médecin français. Il est considéré comme un précurseur de la théorie de la dominance de l'hémisphère gauche du cerveau humain dans le langage, devançant de 25 ans les travaux de Paul Broca dont le nom a largement éclipsé celui de Dax.

## Sa carrière résumée
Il fait ses études de médecine à Montpellier et dans sa thèse de doctorat de 1799, il décrit avec précision le développement d'une épidémie de choléra  (« Mémoire pour servir à la topographie médicale d’Aigues-Mortes »).  il s'installe en 1800 comme médecin généraliste à Sommières, dans le Gard. Sa curiosité scientifique l'amène à s'intéresser à des sujets variés, parfois sans rapport avec la médecine : « Recherches sur la position de la Méditerranée et de la ville d’Aigues-Mortes à la fin du XIIe siècle », « Mémoire sur les Bouillens de Vergèze » (1810), « Description d’une roche qui renferme exclusivement des coquillages fluviatiles et lacustres » (1821). 
Ses publications dans les Mémoires de l’Académie de Nîmes ne connaissent qu'une diffusion limitée.

## Ses observations sur les troubles du langage

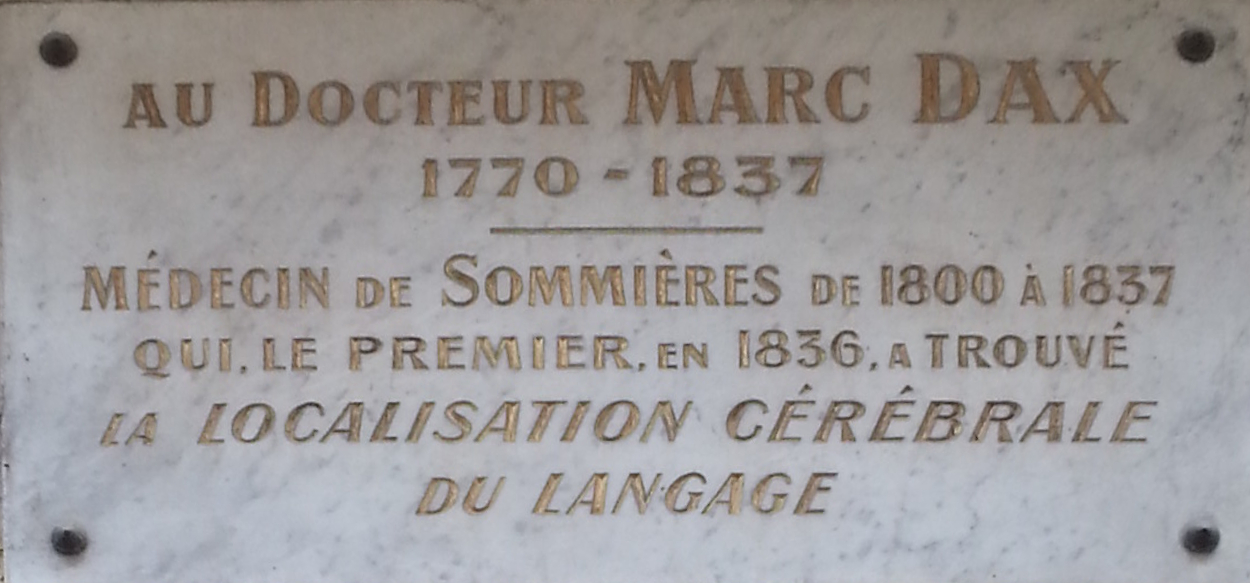
Plaque commémorative au Docteur Marc Dax, médecin de Sommières

C'est en servant comme chirurgien des armées de Napoléon que Dax constate que des blessés ayant une aphasie (c'est-à-dire une incapacité à communiquer verbalement) présentent une lésion cérébrale de l'hémisphère gauche qui s'accompagne aussi souvent d'une hémiparésie droite (c'est-à-dire une faiblesse du côté droit du corps). Répétant ses observations sur de nombreux cas de lésions cérébrales qu'il examine lui-même ou qui lui sont rapportés par ses collègues, il rédige alors un court mémoire (Lésions de la moitié gauche de l'encéphale coïncident avec l'oubli des signes de la pensée) présenté en 1836 à un petit congrès scientifique, le Congrès Méridional de Montpellier. Il ne restera cependant aucune trace écrite de cette communication orale (qui pour cette raison reste controversée) et un an plus tard, Marc Dax décède sans avoir pu faire reconnaître sa découverte.

## Rôle de son fils, Gustave Dax
C'est le fils, Gustave Dax (1815-1893), qui publiera les travaux de son père en 1863 après avoir lui-même ajouté de nombreux cas à la quarantaine d'observations effectuées par Marc Dax. En cherchant à préciser la localisation du centre du langage au sein de l'hémisphère gauche, Gustave Dax attribue au lobe temporal (alors appelé lobe moyen) un rôle prépondérant. Il adressera une communication à l'Académie des sciences et à l'Académie de médecine le lendemain, sous le titre Observations tendant à prouver la coïncidence constante des dérangements de la parole avec une lésion de l'hémisphère gauche du cerveau, soulevant la critique de nombreux confrères (comme Louis Francisque Lélut qui assimilait l'œuvre des Dax à de la phrénologie). La découverte sera par la suite communiquée au public par la Gazette Hebdomadaire de Médecine et de Chirurgie en avril 1865.

## L'œuvre de Broca et pérennité des Dax
Ce n'est qu'une semaine plus tard que paraît le célèbre article de Paul Broca, lequel ne mentionnera pas l'œuvre de Dax et s'attribuera la paternité de la théorie de la dominance cérébrale de l'hémisphère gauche dans le langage articulé qu'il prétend avoir esquissée dès 1861. Broca n'ignorait pourtant pas les travaux de Dax, puisqu'en 1863, il avait écrit que « les hypothèses de Dax étaient nulles et non avenues aux yeux de l'histoire puisque non publiées »). 
La conclusion de Broca se distingue de celle de Gustave Dax sur deux points. D'une part, Broca s'intéresse spécifiquement au langage articulé et à la production de mots. D'autre part, concernant les troubles de la production du langage (qu'il baptise aphémie), il conclut qu'ils sont le résultat de lésions du lobe frontal d'abord puis, plus précisément, du pied de la troisième circonvolution frontale gauche, qui est connu aujourd'hui sous le nom d'aire de Broca éclipsant le nom de Dax de l'histoire de la neurologie. Gustave Dax en gardera une acrimonie vivace à l'encontre de Broca. Des travaux ultérieurs, par Carl Wernicke (1848-1904) notamment, montreront le rôle du lobe temporal dans la compréhension du langage et plus précisément de la partie postérieure aujourd'hui connue sous le nom d'aire de Wernicke.
La famille Dax restera quasiment oubliée (à l'exception de quelques cérémonies franco-françaises). Mais grâce au travail d'historiens des sciences et de la médecine comme MacDonald Critchley, Arthur Benton et Stanley Finger, la communauté scientifique, neurologique et neuropsychlogique redécouvrira les travaux précurseurs de Dax si bien que la théorie de la dominance cérébrale est parfois appelée Théorie de Dax-Broca.

### Documents historiques
- Dax, G. (1836/1863) Observations tendant à prouver la coïncidence constante des dérangements de la parole avec une lésion de l'hémisphère gauche du cerveau. Comptes-rendus hebdomadaire des séances de l'Académie des Sciences, Tome LXI (23 mars 1863): 536.
- Dax, M. (1865) Lésions de la moitié gauche de l'encéphale coïncident avec l'oubli des signes de la pensée. Gaz Hebdomadaire Med Chir Paris, Tome 2 (28 avril 1865): 259.
- Broca, P. (1865) Sur le siège de la faculté du langage articulé. Bulletins de la Société d’Anthropologie, 6, 377–393.

### Sources
- Critchley, M, « La controverse de Dax et Broca », Revue neurologique, vol. 110,‎ 1964, p. 553-57
- (en) Finger S, Roe D. Gustave Dax and the early history of cerebral dominance. Arch Neurol. 1996 Aug;53(8):806-13. PMID 8759988
- (en) D. Roe et S. Finger, « Gustave Dax and his fight for recognition: an overlooked chapter in the early history of cerebral dominance », Journal of the History of the Neurosciences, vol. 5, no 3,‎ décembre 1996, p. 228–240 (ISSN 0964-704X, PMID 11618743, DOI 10.1080/09647049609525672, lire en ligne, consulté le 4 juillet 2023)
- (en) Finger S.; Roe D. Does Gustave Dax Deserve to Be Forgotten? The Temporal Lobe Theory and Other Contributions of an Overlooked Figure in the History of Language and Cerebral Dominance. Brain and Language, 1999; 69(1), 16-30. PMID 10452812